# Puig Colom
El Puig Colom, o Puig Colom de Dalt, és una muntanya de 1.257,1 metres de la zona que fa de límit dels termes comunals de la Menera, Prats de Molló i la Presta, Serrallonga i el Tec, tots quatre de la comarca del Vallespir, a la Catalunya del Nord. El cim del Puig Colom de Dalt és pròpiament en el terme de Serrallonga.
Es troba a l'extrem occidental del terme de Serrallonga, a l'oriental del de Prats de Molló i la Presta, al meridional del del Tec, i al septentrional del de la Menera. En el cim del Puig Colom hi ha diverses antenes de telecomunicacions.